# Ahmed Aït El Hocine
Ne doit pas être confondu avec Hocine Aït Ahmed.
Ahmed Aït El Hocine (en arabe : أحمد آيت الحسين) est un footballeur international algérien né le 30 juillet 1957 à Alger. Il évoluait au poste d'avant centre.

## Biographie
Ahmed Aït El Hocine reçoit huit sélections en équipe d'Algérie entre 1979 et 1982. Il joue son premier match en équipe nationale le 28 février 1979, contre la Turquie (victoire 0-1). Il joue son dernier match le 18 mars 1982, contre la Zambie (défaite 0-2).

## Palmarès
| NA Hussein Dey - Coupe d'Algérie (1) : - Vainqueur : 1978-79. - Finaliste : 1976-77 et 1981-82. - Coupe d'Afrique des vainqueurs de coupe : - Finaliste : 1978. |  | JS Bordj Ménaïel - Coupe d'Algérie : - Finaliste : 1986-87. |